# پوستاچو
پوستاچو (به مجاری:  Pusztacsó) یک شهرداری در مجارستان است که در ناحیهٔ کوسگ واقع شده‌است. پوستاچو ۷٫۲۶ کیلومتر مربع مساحت و ۱۷۱ نفر جمعیت دارد.